# Wouter I van Brienne
Wouter I van Brienne (overleden rond 1090) was van 1035 tot aan zijn dood graaf van Brienne. Hij behoorde tot het huis Brienne.

## Levensloop
Wouter I was de zoon van graaf Engelbert III van Brienne uit diens huwelijk met ene Petronella. 
Op 28 december 1035 werd hij voor het eerst vermeld als graaf van Brienne, toen hij samen met zijn moeder Petronella bij de bisschop van Troyes een belastingvrijstelling wist te verkrijgen voor de priorij van Requignicourt, waardoor die geen belastingen meer moesten betalen aan de Abdij van Montier-en-Der. Op 6 juni 1050 zorgden moeder en zoon ervoor dat de priorij ontheven werd van de gerechtshoogheid van deze abdij. Als gevolg kwam het tot een conflict tussen het huis Brienne en de abdij, die de machtige graaf Theobald I van Champagne voor hun zaak kon winnen. In 1082, tijdens een concilie in Meaux, probeerde Theobald I een excommunicatie voor Wouter te verkrijgen, maar de pauselijk legaat, bisschop Hugo van Die, slaagde erin om het conflict tussen de abdij en het huis Brienne op te lossen.
Rond 1055 huwde Wouter met Eustachia van Tonnerre (overleden na 1101), dochter van graaf Milon III van Tonnerre. Na de dood van haar broer Hugo Reinoud, bisschop van Langres, erfde zij in 1065 de heerlijkheid Bar-sur-Seine, die Wouter in haar naam bestuurde.
Wouter I van Brienne overleed rond het jaar 1090.

## Nakomelingen
Wouter en zijn echtgenote Eustachia kregen volgende kinderen:
- Engelbert (overleden in 1138), heer van Conflans en monnik
- Erard I (1070-1114/1125), graaf van Brienne
- Milon II (1075-1126), heer van Bar-sur-Seine
- Mantia, huwde met graaf Fulco IV van Anjou, maar werd later verstoten